# Сокирна
Сокирна — селище в Україні, в Черкаському районі Черкаської області, підпорядковане Будищенській сільській громаді. У селі мешкає 199 людей.

## Історія
У вересні 1943 під час Німецько-радянської війни в районі села проводилась висадка Дніпровського десанту, а пізніше поруч проходило форсування Дніпра радянськими військами.
Село Сокирна було сильним опорним пунктом в системі оборони німецьких військ на правому березі Дніпра, на північний захід від Черкас.
Німецький гарнізон в с. Сокирна складався з підрозділів моторизованого полку "Вестланд" танкової дивізії СС "Вікінг", 676-го піхотного полку 332-ї піхотної дивізії і 217-го піхотного полку 57-ї піхотної дивізії, загальною чисельністю до одного піхотного полку (що було підтверджено німецькими документами і свідченнями полонених зі складу 217-го піхотного полку) з двома батареями. Із засобів підсилення гарнізон мав до 20 танків (з них 4 "тигри") та до 2-х артилерійських дивізіонів.
Починаючи з 13 листопада 1943 року, в ході Черкаської наступальної операції 52-ї армії 2-го Українського фронту, бої в районі села вів 929-й стрілецький полк 254-ї стрілецької дивізії. За день 15 листопада 1943 року проти цього полку німці провели 4 танкові контратаки. Внаслідок останньої з них, проведеної силами 8 танків дивізії СС "Вікінг" та 250 піхотинців, правофлангові підрозділи полку було потіснено на 400 метрів. Протягом 16 листопада німці 4 рази переходили у контратаки, щоразу кидаючи у бій до роти піхоти і 4-6 танків. На південний схід від села підрозділами 929-го полку було підбито 2 німецьких танка. На той момент 929-й полк вже перебував у оперативному підпорядкуванні 294-й стрілецькій дивізії тієї ж 52-ї армії (відповідний наказ був відданий штабом 73-го стрілецького корпусу увечері 15 листопада). Протягом 17 листопада силами 929-го полку, 2-го і 3-го батальйонів 859-го стрілецького полків було проведено три атаки на село, до кінця дня вони вийшли на східну, південно-східну і південну околиці села. В цьому бою загинуло до 35 і було поранено 95 червоноармійців, ворожий артвогонь розбив 2 45-мм гармати. Втрати німців склали: вбито до 80 солдатів і офіцерів, знищено 2 станкових кулемета, артилерійським вогнем був спалений 1 середній танк і ще 3 танка було підбито радянськими бронебійниками. О 6:30 18 листопада, внаслідок обходу з півдня, 859-й стрілецький полк  у взаємодії з 929-м стрілецьким полком оволодів селом Сокирна - місцевий німецький гарнізон, який за минулі дні провів 6 контратак, врешті-решт зазнав великих втрат і був вибитий. 
Зі складу 859-го стрілецького полку в боях за с. Сокирна відзначилися: командир взводу молодший лейтенант Тимофій Фролов (підбив з ПТР 2 німецьких танка, кавалер ордену Вітчизняної війни ІІ ступеня), командир вогневого взводу 120-мм мінометів лейтенант Лев Мікульчик (кавалер ордену Вітчизняної війни ІІ ступеня), командир відділення молодший сержант Алєксандр Костромінов (кавалер ордену Слави ІІІ ступеня) та інші.  
У 1985 році на одній із туристичних баз с. Сокирна знімалися сцени художнього фільму «Сезон чудес» за участю Алли Пугачової.

## Населення

### Мовний склад
Рідна мова населення за даними перепису 2001 року:
| Мова       | Чисельність, осіб | Доля     |
| ---------- | ----------------- | -------- |
| Українська | 189               | 94,97 %  |
| Російська  | 10                | 5,03 %   |
| Разом      | 199               | 100,00 % |

## Відпочинок
Ще за радянських часів у селі на березі Дніпра були санаторії відпочинку та бази відпочинку. Після 2000-х одного з них (найбільшого) реставрували та назвали Перлина Резорт. В готелі 24 комфортні номери, також є 2 басейни та 2 ресторани. На 2016 крім Перлина Резорт функціонують ще 5 закладів: Лісова хатинка, Гранд-Різор, Старе Озеро, Ковчег, і «Капітан Морган»